# CFO Magazine
CFO é uma revista mensal publicada nos Estados Unidos. Foi lançada em 1985 por CFOs e outros executivos financeiros de empresas nos EUA. O The Economist Group adquiriu a revista em 1988 e a vendeu em 2010 para a empresa de private equity Seguin Partners.
Em 2016, o CFO foi comprado da Sequin Partners pelo Argyle Executive Forum, um negócio de eventos que traz informações de negócios e liderança de pensamento aos profissionais líderes de empresas da Fortune 1000 na América do Norte, Europa, Ásia e Austrália.
Traz uma mistura de conteúdo regional e global voltado para os CFOs e outros tomadores de decisão em seus respectivos setores. A revista  CFO  atinge 440.000 leitores qualificados individualmente.